# 민토토쿠치부에
민트와 휘파람은 이이즈카 마유미의 2번째 음반 및 수록곡이다. 1998년 9월 23일, 파이오니아LDC에서 발매.

## 해설
- 이이즈카 마유미의 2번째 앨범. 1번째와 10번째 트랙에 연주곡이 수록되어 있고, 소책자의 뒷면을 문지르면 민트 향이 나는 등 테마성이 강한 작품이다.
- 오리지널 사진의 엽서가 봉입되어 있다.
- 「DESTINY」의 작사는 이이즈카 마유미를 포함한 3명이 합작했다. 작곡, 편곡 및 다른 노래의 작사는 다른 사람이 맡았다.
- 「민트와 휘파람」의 도입부는 라디오 프로그램 「이이즈카 마유미의 아픈건 멀리가라」의 코너 변경 BGM으로서도 사용되었다.
- 「DESTINY」는 라디오 프로그램「이이즈카 마유미의 아픈건 멀리가라」의 엔딩 테마로서도 사용되었다.

## 수록곡
(　)안은 차례대로 작사, 작곡, 편곡. 이탤릭 체의 연주곡은, 모두 하세가와 토모키가 작사・작곡했으므로 생략한다.
1. Strawberry Candle～Prologue～
2. 민트와 휘파람/ミントと口笛 (하세가와 토모키, 하세가와 토모키, 하세가와 토모키)
3. 스트로베리 캔들/ストロベリー・キャンドル (하세가와 토모키, 하세가와 토모키, 하세가와 토모키)
4. 정말 좋아하는 너니까/大好きな君だから (오츠 미키, 오츠 미키, 하세가와 토모키)
5. 언제나 너를 바라보고 있어/いつも君をみつめてる (오카자키 리츠코, 오카자키 리츠코, 하세가와 토모키)
6. 레몬파이/レモンパイ (하세가와 토모키, 하세가와 토모키, 하세가와 토모키)
7. 센티멘탈/センチメンタル (무로우 아유미, 하세가와 토모키, 하세가와 토모키)
8. Babyblue (오카자키 리츠코, 하세가와 토모키, 하세가와 토모키)
9. 함께 노래하자/一緒に歌おうよ (무로우 아유미, 하세가와 토모키, 하세가와 토모키)
10. Strawberry Candle
11. DESTINY (무로우 아유미・오츠 미키・이이즈카 마유미, 하세가와 토모키, 하세가와 토모키)
12. everyday (오카자키 리츠코, 오카자키 리츠코, 하세가와 토모키)